# Ardisia mcphersonii
Ardisia mcphersonii är en viveväxtart som beskrevs av J.J. Pipoly. Ardisia mcphersonii ingår i släktet Ardisia och familjen viveväxter. Inga underarter finns listade i Catalogue of Life.